# ريتي (باد كاليه)
ريتي، باد كاليه (بالفرنسية: Rety)‏ هي بلدية تقع في إقليم باد كاليه من منطقة نور با دو كاليه في شمال فرنسا. تبلغ مساحة هذه المدينة 18.25 (كم²)، وترتفع عن سطح البحر 64 م، يبلغ عدد سكانها 1942 نسمة حسب إحصاء المعهد الوطني للإحصاء والدراسات الاقتصادية سنة 2009 م. وترأس Patrick Bernard البلدية خلال فترة (2008-2014).